# Santiago Fernández (wioślarz)
Santiago Fernandez (ur. 23 września 1976 w Buenos Aires) – argentyński wioślarz, reprezentant Argentyny w wioślarskiej jedynce podczas Letnich Igrzysk Olimpijskich w Pekinie.

## Osiągnięcia
- Mistrzostwa Świata Juniorów – Montreal 1992 – dwójka podwójna – 9. miejsce[1].
- Mistrzostwa Świata Juniorów – Årungen 1993 – jedynka – 9. miejsce[1].
- Mistrzostwa Świata Juniorów – Monachium 1994 – jedynka – 1. miejsce[1].
- Mistrzostwa Świata – Indianapolis 1994 – czwórka podwójna – 6. miejsce[1].
- Mistrzostwa Świata – Tampere 1995 – czwórka podwójna – 3. miejsce[1][2].
- Igrzyska Olimpijskie – Atlanta 1996 – czwórka podwójna – 0. miejsce[1][3].
- Mistrzostwa Świata – Aiguebelette-le-Lac 1997 – czwórka podwójna – 14. miejsce[1].
- Mistrzostwa Świata – Lucerna 2001 – jedynka – 2. miejsce[1].
- Mistrzostwa Świata – Sewilla 2002 – jedynka – 7. miejsce[1].
- Mistrzostwa Świata – Mediolan 2003 – jedynka – 8. miejsce[1].
- Igrzyska Olimpijskie – Ateny 2004 – jedynka – 4. miejsce[1][2].
- Mistrzostwa Świata – Eton 2006 – jedynka – 10. miejsce[1].
- Mistrzostwa Świata – Monachium 2007 – jedynka – 8. miejsce[1][2].
- Igrzyska Olimpijskie – Pekin 2008 – jedynka – 32. miejsce (nie wystartował w półfinałach)[1][2].